# Heckler & Koch FABARM FP6
Heckler & Koch Fabarm FP6 là loại shotgun chiến đấu nạp đạn kiểu bơm được sản xuất bởi công ty vũ khí của Ý Fabbrica Bresciana Armi S.p.A. (FABARM) và được bán ra bởi Heckler & Koch. Nó được thiết kế để sử dụng cho mục đích dân sự và thực thi pháp luật.

## Quốc gia sử dụng
- Pháp - National Gendarmerie [2]
- Đức - GSG 9, thay thế cho Remington Model 870P.
- Ý
- Nhật Bản
- Malaysia[3][4]
- Hoa Kỳ